# Carvalhais (Mirandela)
Carvalhais ist eine Ortschaft und Gemeinde im Norden Portugals. Durch das anhaltende Wachstum der Kreisstadt Mirandela gehört die Gemeinde heute in Teilen bereits zum geschlossen bebauten Stadtgebiet Mirandelas, namentlich der Hauptort Carvalhais und die Ortschaft Vila Nova das Patas.
Die Metro Mirandela hält hier. Die in Carvalhais angesiedelte Agrar-Berufsschule von Mirandela, die EPA – Escola Profissional de Agricultura e Desenvolvimento Rural ist damit zu erreichen.
Die jährlich im Dezember stattfindende Feira da Couve Penca (portugiesisch für: Markt des Penca-Kohls, eine lokale Kohl-Sorte) ist eine öffentliche Landwirtschaftsmesse für lokale Produkte, die wie ein Wochenmarkt funktioniert. Sie erlangt zunehmend überregionale Bekanntheit.

## Geschichte
Der heutige Ort entstand vermutlich im Verlauf der Neubesiedlungen nach der mittelalterlichen Reconquista.
Im 16. Jahrhundert war Carvalhais eine eigenständige Gemeinde.
1905 erhielt die Gemeinde Anschluss an das landesweite Bahnnetz, als die Strecke Linha do Tua den Ort erreichte.
Nach der Auflösung der bis dahin eigenständigen Gemeinde Chelas 1911 wurde diese der Gemeinde Carvalhais angegliedert, bis sie 1936 der Gemeinde Cabanelas zugeordnet wurde.
Im Rahmen seiner historischen Sendereihe Horizontes da Memória für den öffentlich-rechtlichen Fernsehsender RTP besuchte Prof. José Hermano Saraiva 1997 auch die Gemeinde Carvalhais.

## Verwaltung
Carvalhais ist Sitz der gleichnamigen Gemeinde (Freguesia) im Kreis (Concelho) von Mirandela im Distrikt Bragança. In ihr leben 1229 Einwohner auf einer Fläche von 22 km² (Stand 19. April 2021).
Folgende Ortschaften liegen im Gemeindegebiet:
- Carvalhais
- Contins
- Burrica
- Quinta da Ponte
- Vila Nova das Patas
- Vilar de Ledra

## Sehenswürdigkeiten
Neben der Natur, die über Wanderwege der Kreisverwaltung Mirandela erschlossen ist, befinden sich einige Baudenkmäler in der Gemeinde Carvalhais:
- Igreja do Divino Espírito Santo, Gemeindekirche aus dem 16. Jh.[6]
- Igreja de São João Baptista, spätbarocke Gemeindekirche von Contins aus dem 18. Jh., die auf eine erste Kirche aus dem 16. Jh. zurückgeht[7]
- Estação Ferroviária de Carvalhais, 1905 eröffneter Bahnhof von Carvalhais[8]
- Apeadeiro Ferroviário de Vilar de Ledra, 1905 errichtete Haltestelle der Eisenbahnstrecke Linha do Tua[9]
- Escola Profissional Agrária de Carvalhais/Mirandela, 1959 errichtete Berufsschule von Mirandela in Carvalhais[10]
- Capela de São Sebastião, Kapelle aus dem 17./18. Jh.[11]
- Capela da Senhora do Rosário, Kapelle[12]